# Baki (Nubie)
Pour les articles homonymes, voir Baki et Kouban (homonymie).
Baki (ou Kouban) est une localité de Basse-Nubie à présent noyée sous les eaux du lac Nasser. Durant l'Antiquité, il s'y élevait une forteresse pharaonique destinée à protéger les caravanes qui transportaient l'or extrait des mines du Ouadi Allaqi.
Ce lieu était placé sous la protection divine de l’Horus de Baki. Un temple a été édifié sous Thoutmôsis III mais a été démantelé sous les Ptolémées pour servir de carrière de pierre et pour construire le temple de Dakka dédié à Thot.